# Castro Pretorio (metropolitana di Roma)
Castro Pretorio è una stazione della linea B della metropolitana di Roma.

## Storia
La stazione fu inaugurata l'8 dicembre 1990 col prolungamento della linea B da Termini a Rebibbia.
Il 5 ottobre 2020 è stata chiusa per permettere la sostituzione trentennale degli impianti di traslazione e la realizzazione di minori lavori infrastrutturali per eliminare le infiltrazioni d'acqua e adeguare la stazione alle norme antincendio. È stata riaperta il 13 ottobre 2021.

## Servizi
La stazione dispone di:
- Biglietteria automatica
- Servizi igienici

## Interscambi
- Fermata autobus ATAC